# Langenthal
Langenthal je općina u kantonu Bern u Švicarskoj.

## Zemljopis
Langenthal ima površinu od 14,4 četvornih kilometara. Od tog područja, 26,1% se koristi u poljoprivredne svrhe, dok 41.9% u šumarstvo. Od ostatka zemlje, 31.7% je naseljeno, a ostatak (0.3%) je nenaseljen.

## Povijest
Arheološki dokazi pokazuju da je ranije postojalo naselje oko 4000. pr. Kr. u području Lagentala. Ostaci dva rimska sela također su identificirana. Osnivanje cistercitskog samostana u blizini St. Urban 1194. godine donio je poboljšanja poljoprivrede (npr. uvođenje sustava za navodnjavanje) na području. 1415. godine Langenthal je uključen u teritorij Republike Bern, ali je ostao pod vlašću samostana i nakon reformacije. Grad je tada razvio tržište, poznat po svojem tekstilu (od lana). U 20. stoljeću, Langenthal postao poznat po proizvodnji porculana.

## Vanjske poveznice
- Službena gradska stranica